# Сыктывкарская митрополия
Сыктывкарская митрополия — митрополия Русской Православной Церкви на территории республики Коми.

## История
Решением Священного Синода Русской Православной Церкви 7 октября 1995 года была создана Сыктывкарская епархия на территории Республики Коми, будучи выделенной из Архангельской епархии.
16 апреля 2016 года из состава Сыктывкарской епархии выделена Воркутинская епархия.
24 июля 2025 года решением Священного синода РПЦ в пределах Республики Коми была образована Сыктывкарская митрополия в составе Сыктывкарской и Воркутинской епархий.

## Состав
В состав митрополии входит две епархии
Сыктывкарская епархия
Правящий архиерей — митрополит Сыктывкарский и Коми-Зырянский Филипп (Новиков).
Воркутинская епархия
Правящий архиерей — архиепископ Воркутинский и Усинский Марк (Давлетов).

## Правящие Архиереи
- Епископ Филипп (Новиков) — с 24 июля 2025